# Richard K. Lublin
Richard K. Lublin, né le 15 octobre 1939 à Hartford, Connecticut, (États-Unis) est un acteur, comédien, scénariste et producteur américain.